# Kamyšin
Kamyšin (in russo  Камы́шин?) è una città della Russia europea meridionale (oblast' di Volgograd), situata sulla sponda destra del bacino artificiale di Volgograd nel punto in cui vi si getta il fiume Kamyšinka, circa 200 km a nordest del capoluogo Volgograd; è il capoluogo amministrativo del distretto omonimo.
Fondata nel 1667 sulla riva sinistra del fiume Kamyšinka come piccolo insediamento agricolo, battezzata con il nome del fiume su cui sorge; entro il 1710 tutti i suoi abitanti furono trasferiti in una fortezza, costruita nel 1697 sulla riva opposta della Kamyšinka, in un neonato insediamento che prese il nome di Dmitrievsk. Nel 1780, regnante Caterina II, la cittadina acquisì status di città e fu ribattezzata con il nome attuale di Kamyšin, per evitare confusioni con numerosi altri insediamenti omonimi o quasi.
La città si sviluppò nel XIX secolo soprattutto come centro commerciale, diventando uno dei più importanti della regione del basso Volga; dall'epoca sovietica ha assunto tuttavia sempre maggiore importanza il comparto industriale (industrie tessili, meccaniche, alimentari, materiali da costruzione).
La città è un porto fluviale di discreta importanza.

## Società

### Evoluzione demografica
Fonte: mojgorod.ru
- 1897: 15.900
- 1939: 24.000
- 1970: 97.000
- 1989: 122.500
- 2002: 127.891
- 2006: 121.800
- 2006: 103.800